# Toumko Sylla
Pour les articles homonymes, voir Sylla (homonymie).
Toumko Sylla, née le 11 mars 1988, est une karatéka franco-malienne concourant pour le Mali dans les compétitions internationales.

## Carrière
Toumko Sylla est médaillée d'argent en kumite individuel féminin des moins de 61 kg aux Jeux africains de 2011 à Maputo,.
Elle est ensuite médaillée de bronze dans la même catégorie aux Championnats d'Afrique de karaté 2014 à Dakar.